# Kanton Bièvres
Der Kanton Bièvres war von 1967 bis 2015 ein französischer Wahlkreis im Arrondissement Palaiseau, im Département Essonne und in der Region Île-de-France. Vertreter im Generalrat des Départements war zuletzt von 2001 bis 2015 Thomas Joly (DVD).

## Gemeinden
| Gemeinde             | Einwohner Jahr | Fläche km² | Bevölkerungsdichte | Code INSEE | Postleitzahl |
| -------------------- | -------------- | ---------- | ------------------ | ---------- | ------------ |
| Bièvres              | 4.483 (2013)   | 9,69       | 463 Einw./km²      | 91064      | 91570        |
| Saclay               | 3.788 (2013)   | 13,65      | 278 Einw./km²      | 91534      | 91400        |
| Saint-Aubin          | 698 (2013)     | 3,57       | 196 Einw./km²      | 91538      | 91190        |
| Vauhallan            | 1.943 (2013)   | 3,34       | 582 Einw./km²      | 91635      | 91430        |
| Verrières-le-Buisson | 15.709 (2013)  | 9,91       | 1585 Einw./km²     | 91645      | 91370        |
| Villiers-le-Bâcle    | 1.237 (2013)   | 6,03       | 205 Einw./km²      | 91679      | 91190        |

## Bevölkerungsentwicklung
| 1962   | 1968   | 1975   | 1982   | 1990   | 1999   | 2006   |
| ------ | ------ | ------ | ------ | ------ | ------ | ------ |
| 12.881 | 17.355 | 19.804 | 22.237 | 26.297 | 26.685 | 27.655 |